# Marco D'Amore
Marco D'Amore (Caserta, 12 giugno 1981) è un attore, regista e sceneggiatore italiano.
È noto principalmente per il ruolo di Ciro Di Marzio nella serie televisiva Gomorra - La serie, di cui è divenuto poi anche regista nella quarta e nella quinta stagione. Nel 2019 interpreta Ciro Di Marzio anche nel film L'immortale, diretto da lui stesso e grazie al quale ha ottenuto il Nastro d'argento al miglior regista esordiente.

## Biografia
Nato a Caserta da una famiglia di origine napoletana, nipote d'arte (il nonno ha recitato in compagnia con Nino Taranto e in qualche film di Nanni Loy e Francesco Rosi). Ha studiato presso il Liceo scientifico statale Armando Diaz di Caserta. Nel 2000 supera il provino ed entra nel cast dello spettacolo Le avventure di Pinocchio, prodotto dalla compagnia Teatri Uniti di Toni Servillo, per la regia di Andrea Renzi.
Nel 2002 passa le selezioni per la Scuola d'arte drammatica Paolo Grassi di Milano, dove si diploma nel 2004. Seguono varie esperienze teatrali, tra cui si ricordano quella con la compagnia di Elena Bucci e Marco Sgrosso Le Belle Bandiere e quella de La trilogia della villeggiatura, con Toni Servillo. Nel 2005, con Francesco Ghiaccio, fonda la compagnia di produzione teatrale e cinematografica La Piccola Società con la quale, nel corso degli anni, ha prodotto, diretto e interpretato quattro spettacoli teatrali (Solita formula, Il figlio di Amleto, L'albero e L'acquario) e due cortometraggi (Gabiano con una sola B e Voci bianche), entrambi in concorso al Festival del Cinema di Torino.
Nel 2010 è co-protagonista al fianco di Toni Servillo nel film Una vita tranquilla di Claudio Cupellini. Nel 2012 arriva la notorietà con la serie TV Benvenuti a tavola - Nord vs Sud e nel 2014 il grande successo grazie alla serie TV Gomorra, in cui interpreta il personaggio di Ciro Di Marzio. Nel 2014 produce con la sua compagnia e Indiana Production Company il film Un posto sicuro sui disastri dell'eternit, ed è nel cast dei film Perez., con Luca Zingaretti diretto da Edoardo De Angelis e Alaska con Elio Germano e la regia di Claudio Cupellini.
Nel 2016 dirige e interpreta il dramma American Buffalo di David Mamet (nella traduzione di Luca Barbareschi), presentandolo poi in una tournée protrattasi anche nel 2017 e nel 2018.
Nel 2019 debutta come regista dirigendo il quinto e il sesto episodio della quarta stagione di Gomorra.
Nello stesso anno dirige il film L'immortale, che segna il suo debutto come regista cinematografico: si tratta di un midquel-spin-off della serie televisiva Gomorra - La serie, che racconta le vicende Ciro Di Marzio nella sua parentesi di vita a Riga, parallelamente alle vicende della quarta stagione della serie. La pellicola viene distribuita nel circuito cinematografico italiano il 5 dicembre del 2019, e ottiene un grande successo di pubblico, superando i 6 milioni di euro d'incasso. Per questo film, D'Amore ottiene in seguito la candidatura alle edizioni 2020 dei David di Donatello e dei Nastri d'argento, in entrambi i casi nella categoria riservata al miglior regista esordiente, riuscendo ad aggiudicarsi la vittoria ai Nastri d'argento.
Nel febbraio 2024, dopo L'immortale e il docu-film Napoli magica, esce il suo terzo film da attore-regista-sceneggiatore dal titolo Caracas. Nello stesso periodo partecipa al brano Bella comme 'a te di Ivan Granatino.

## Teatro
- Le avventure di Pinocchio, regia di Andrea Renzi (2001)
- Santa Maria d'America, di Andrea Renzi (da Italoamericana[7] di Francesco Durante), regia Andrea Renzi (2005)
- Solita formula, di Francesco Ghiaccio (2006)
- Macbeth, regia Elena Bucci (2006)
- La trilogia della villeggiatura, di Carlo Goldoni, regia di Toni Servillo (2007)
- Il figlio di Amleto, di Francesco Ghiaccio
- L'albero, di Francesco Ghiaccio
- Santa Giovanna dei Macelli, regia di Elena Bucci (2009)
- L'acquario, di Francesco Ghiaccio (2012)
- American Buffalo, di David Mamet, regia di Marco D'Amore (2016)

## Filmografia

### Attore

#### Cinema
- Tris di donne e abiti nuziali, regia di Vincenzo Terracciano (2009)
- Una vita tranquilla, regia di Claudio Cupellini (2010)
- Love Is All You Need, regia di Susanne Bier (2011)
- Perez., regia di Edoardo De Angelis (2014)
- Alaska, regia di Claudio Cupellini (2015)
- Un posto sicuro, regia di Francesco Ghiaccio (2015)
- Brutti e cattivi, regia Cosimo Gomez (2017)
- Drive Me Home, regia di Simone Catania (2018)
- Le metamorfosi, regia di Giuseppe Carrieri (2019) - voce
- L'immortale, regia di Marco D'Amore (2019)
- Security, regia di Peter Chelsom (2021)
- Napoli magica, regia di Marco D'Amore (2022)
- Caracas, regia di Marco D'Amore (2024)
- Criature, regia di Cécile Allegra (2024)

#### Televisione
- Benvenuti a tavola - Nord vs Sud – serie TV (2012)
- Gomorra - La serie – serie TV, 46 episodi (2014-2017, 2021)
- Io Ciro. Marco D'Amore racconta L'Immortale, regia di Francesco Venuto - documentario (2019)
- Security, regia di Peter Chelsom – film TV (2021)
- Una storia chiamata Gomorra - La serie, regia di Marco Pianigiani - docuserie (2021)
- Gomorra - La serie: 10 anni dopo, regia di Max De Carolis - documentario (2024)

#### Cortometraggi
- Gabiano con una sola B, regia di Francesco Ghiaccio (2007)
- Voci bianche, regia di Francesco Ghiaccio (2012)
- Uomo in mare, regia di Emanuele Palamara (2016)

### Regista
- Gomorra - La serie – serie TV, 8 episodi (2019-2021)
- L'immortale (2019)
- Napoli magica (2022)
- Caracas (2024)

### Sceneggiatore
- Un posto sicuro, regia di Francesco Ghiaccio (2015)
- Dolcissime, regia di Francesco Ghiaccio (2019)
- L'immortale (2019)
- Napoli magica (2022)
- Caracas (2024)

## Audiolibri
- La vita davanti a sé di Romain Gary letto da Marco D'Amore, Emons Audiolibri, 2015
- La paranza dei bambini di Roberto Saviano, letto da Marco D'Amore, Emons Audiolibri, 2018
- Petrademone 1: il libro delle porte, 2019

## Premi e riconoscimenti
- Premio Hystrio alla Vocazione (2007) - segnalato tra i migliori attori under30[8]
- Bobbio Film Festival (2011) - Miglior attore non protagonista per il film Una vita tranquilla
- Galà del Cinema e della Fiction (2012) - Miglior attore per il film Una vita tranquilla
- Capri Hollywood - International Film Festival (2014) - Miglior attore per Gomorra - La serie
- Giffoni Award (2014) per l'interpretazione del personaggio di Ciro Di Marzio in Gomorra - La serie[9]
- Nastro d'argento (2016) per il film Un posto sicuro
- Nastro d'argento al miglior regista esordiente (2020) per L'immortale.
- Ciak d'oro per la migliore opera prima (2020) per L'immortale[10]